# Pteromalus chacoensis
Pteromalus chacoensis is een vliesvleugelig insect uit de familie Pteromalidae. De wetenschappelijke naam is voor het eerst geldig gepubliceerd in 1913 door Brèthes.